# تاباكولو بوليفي
تاباكولو بوليفي (الاسم العلمي: Scytalopus bolivianus) (بالإنجليزية: Bolivian Tapaculo)‏ هو نوع من الطيور يتبع جنس التاباكولو من فصيلة التاباكولات.